# Bolivar Peninsula (Teksas)
Bolivar Peninsula je naseljeno mjesto za statističke potrebe u američkoj saveznoj državi Teksas. Prema popisu stanovništva iz 2010. u njemu je živjelo 2.417 stanovnika.